# الطريق السريع 80 (السعودية)
الطريق السريع 80 هو طريق رئيسي يقع في شمال المملكة العربية السعودية. يبدأ غرباً من مدينة ضباء الساحلية على البحر الأحمر بتبوك ويمر بسكاكا وينتهي في عرعر عند الحدود مع العراق. لا توجد مدن كبيرة على طول هذا الطريق. يبلغ طول الطريق السريع 80 حوالي 890 كيلومترًا.

## الوصف
يبدأ الطريق السريع 80 من مدينة ضباء على الطريق السريع 5، وهو الطريق الساحلي على طول البحر الأحمر. يتبع الطريق السريع 80 مسارًا متعرجًا داخل البلاد عبر سلسلة الجبال الساحلية ويرتفع إلى هضبة على ارتفاع 1100 متر. يتكون الطريق من مسارين (مسار واحد في كل اتجاه) وهو ذو جودة جيدة. أول مدينة رئيسية تصادف المسافر هي تبوك. من تبوك، يشترك الطريق في الترقيم مع الطريق السريع 15، عبر الصحراء. يبلغ طول هذا الجزء المشترك حوالي 110 كيلومترات، حتى شرق تبوك، حيث ينفصل كلا الطريقين. ثم يمتد الطريق السريع 80 باتجاه الشمال الشرقي عبر الصحراء كطريق ذي مسار واحد، ثم يشترك في الترقيم مع الطريق السريع 65 في منطقة الجوف. يتكون هذا الجزء من أربعة مسارات (مساران في كل اتجاه). يحافظ الطريق على أربعة مسارات حتى مدينة سكاكا، ثم يصبح طريقًا ذي مسار واحد حتى عرعر. تعتبر عرعر هي مركز إقليمي في شمال المملكة العربية السعودية، حيث يتقاطع مع الطريق السريع 85 الهام. تبعد عرعر حوالي 80 كيلومترًا عن الحدود مع العراق، وهذا الجزء أيضًا ذو مسار واحد. بعد ذلك، يقع المجمع الحدودي في الصحراء، حيث يستمر الطريق العراقي 22 باتجاه بغداد.